# Maia Lumsden
Maia Lumsden (Glasgow, 10 januari 1998) is een tennisspeelster uit het Verenigd Koninkrijk. Lumsden begon met tennis toen zij vijf jaar oud was. Zij speelt rechtshandig en heeft een tweehandige backhand. Zij is actief in het internationale tennis sinds 2012.

## Loopbaan

### Enkelspel
Lumsden debuteerde in 2012 op het ITF-toernooi van haar geboortestad Glasgow (Schotland). Zij stond in 2016 voor het eerst in een finale, op het ITF-toernooi van Glasgow – zij verloor van de Duitse Anna Zaja. In 2017 veroverde Lumsden haar eerste titel, op het ITF-toernooi van Wirral (VK), door de Poolse Maja Chwalińska te verslaan. Tot op heden(juli 2024) won zij drie ITF-titels, de meest recente in 2018 in Shrewsbury (VK).
In 2019 speelde Lumsden voor het eerst op een WTA-hoofdtoernooi, op het toernooi van Nottingham – zij bereikte er de tweede ronde.

### Dubbelspel
Lumsden was in het dubbelspel minder actief dan in het enkelspel. Zij debuteerde in 2013 op het ITF-toernooi van Loughborough (VK), samen met de Australische Isabelle Wallace – zij bereikten er meteen de halve finale. Zij stond in 2017 voor het eerst in een finale, op het ITF-toernooi van Hammamet (Tunesië), samen met de Hongaarse Panna Udvardy – hier veroverde zij haar eerste titel, door het duo Fernanda Brito en Fanny Östlund te verslaan. Tot op heden(juli 2024) won zij elf ITF-titels, de meest recente in 2023 in Glasgow (Schotland).
In 2022 had Lumsden haar grandslamdebuut op Wimbledon, met landgenote Naiktha Bains aan haar zijde – zij bereikten er de tweede ronde.
In 2023 bereikten Lumsden en Bains op Wimbledon de kwartfinale – daarmee maakte Lumsden haar entrée tot de top 100 van de wereldranglijst. Zij stond in augustus voor het eerst in een WTA-finale, op het toernooi van Kozerki, weer samen met Bains – zij verloren van het koppel Katarzyna Kawa en Elixane Lechemia. In oktober veroverde Lumsden haar eerste WTA-titel, op het WTA 125-toernooi van Rouen, samen met Française Jessika Ponchet, door het koppel Anna Bondár en Kimberley Zimmermann te verslaan.
In november won Lumsden, ditmaal geflankeerd door landgenote Emily Appleton, haar tweede WTA-titel, op het WTA 125-toernooi van Midland.
Haar hoogste notering op de WTA-ranglijst is de 57e plaats, die zij bereikte in juli 2024.

## Persoonlijk
Van november 2020 tot en met april 2022 speelde Lumsden niet. Zij had covid-19 opgelopen en was maandenlang extreem vermoeid.

## Posities op deWTA-ranglijst
Positie per einde seizoen:
| jaar | rang enkelspel | rang dubbelspel |
| ---- | -------------- | --------------- |
| 2016 | 713            | 1278            |
| 2017 | 584            | 703             |
| 2018 | 376            | 573             |
| 2019 | 269            | 1361            |
| 2020 | 348            | 870             |
| 2021 | 577            | 915             |
| 2022 | 495            | 231             |
| 2023 | 759            | 74              |

## Palmares
| Legenda                 |
| ----------------------- |
| Grandslamtoernooi       |
| Olympische Spelen       |
| Year-End Championships  |
| Premier Mandatory       |
| Premier Five / WTA 1000 |
| Premier / WTA 500       |
| International / WTA 250 |
| Challenger / WTA 125    |

### WTA-finaleplaatsen enkelspel
geen

### WTA-finaleplaatsen vrouwendubbelspel
| nr.              | finale     | toernooi       | ondergrond    | partner             | tegenstandsters                        | score            |         |
| ---------------- | ---------- | -------------- | ------------- | ------------------- | -------------------------------------- | ---------------- | ------- |
| gewonnen finales |            |                |               |                     |                                        |                  |         |
| 1.               | 2023-10-15 | WTA Rouen      | hardcourt (i) | Jessika Ponchet     | Anna Bondár Kimberley Zimmermann       | 6-3, 7-6         | details |
| 2.               | 2024-11-09 | WTA Midland    | hardcourt (i) | Emily Appleton      | Ariana Arseneault Mia Kupres           | 6-2, 4-6, [10-5] | details |
| 3.               | 2025-05-03 | WTA Saint-Malo | gravel        | Makoto Ninomiya     | Oksana Kalasjnikova Angelica Moratelli | 7-5, 6-2         | details |
| verloren finales |            |                |               |                     |                                        |                  |         |
| 1.               | 2023-08-11 | WTA Kozerki    | hardcourt     | Naiktha Bains       | Katarzyna Kawa Elixane Lechemia        | 3-6, 4-6         | details |
| 2.               | 2023-12-17 | WTA Limoges    | hardcourt (i) | Oksana Kalasjnikova | Cristina Bucșa Jana Sizikova           | 4-6, 1-6         | details |
| 3.               | 2024-04-21 | WTA Rouen      | gravel (i)    | Naiktha Bains       | Tímea Babos Irina Chromatsjova         | 3-6, 4-6         | details |

### Gewonnen ITF-toernooien enkelspel
| nr. | finale     | toernooi   | dotatie | ondergrond | tegenstandster in finale | score         |
| --- | ---------- | ---------- | ------- | ---------- | ------------------------ | ------------- |
| 1.  | 2017-02-19 | Wirral     | $15.000 | hardcourt  | Maja Chwalińska          | 6-4, 6-1      |
| 2.  | 2017-11-05 | Sunderland | $15.000 | hardcourt  | Freya Christie           | 6-4, 6-0      |
| 3.  | 2018-11-11 | Shrewsbury | $25.000 | hardcourt  | Valerija Savinych        | 6-1, 4-6, 6-3 |

## Resultaten grandslamtoernooien
| Legenda | Legenda                          |
| ------- | -------------------------------- |
| g.t.    | geen toernooi gehouden           |
| l.c.    | lagere categorie                 |
| –       | niet deelgenomen                 |
| G       | uitgeschakeld in de groepsfase   |
| 1R      | uitgeschakeld in de eerste ronde |
| 2R      | uitgeschakeld in de tweede ronde |
| 3R      | uitgeschakeld in de derde ronde  |
| 4R      | uitgeschakeld in de vierde ronde |
| KF      | uitgeschakeld in de kwartfinale  |
| HF      | uitgeschakeld in de halve finale |
| F       | de finale verloren               |
| W       | het toernooi gewonnen            |
| w-v     | winst/verlies-balans             |

### Enkelspel
geen deelname

### Vrouwendubbelspel
| toernooi        | 2022 | 2023 | 2024 |
| --------------- | ---- | ---- | ---- |
| Australian Open | –    | –    | 1R   |
| Roland Garros   | –    | –    | 2R   |
| Wimbledon       | 2R   | KF   | 1R   |
| US Open         | –    | –    | 2R   |